# Quadrastichus ainsliei
Quadrastichus ainsliei är en stekelart som först beskrevs av Charles Joseph Gahan 1917.  Quadrastichus ainsliei ingår i släktet Quadrastichus och familjen finglanssteklar. Inga underarter finns listade i Catalogue of Life.